# Premio Leroy Steele
El Premio Leroy Steele es otorgado anualmente por la Sociedad Estadounidense de Matemática, para distinguir la labor de investigación y escritura en el campo de las matemáticas. Desde 1993 ha habido una división en tres categorías.
Los premios se han otorgado desde 1970, a partir de una donación de Leroy Steele, y se establecieron en honor a los matemáticos George David Birkhoff, William Fogg Osgood y William Caspar Graustein. La forma en que se otorgan los premios fue objeto de modificaciones en 1976 y en 1993, pero el objetivo inicial de honrar a la escritura expositiva, así como la investigación se ha mantenido. Los premios de 5.000 dólares estadounidenses no se adjudican de forma estricta a matemáticos nacionales, sino que tienen en cuenta la actividad matemática en los EE. UU. y la escritura en inglés (originalmente, o en la traducción).

## Premio Leroy Steele a la trayectoria
- 2025 Dusa McDuff
- 2024 Haïm Brezis
- 2023 Nicholas M. Katz
- 2022 Richard P. Stanley
- 2021 Spencer Bloch
- 2020 Karen Uhlenbeck
- 2019 Jeff Cheeger
- 2018 Jean Bourgain
- 2017 James G. Arthur
- 2016 Barry Simon
- 2015 Victor Kac
- 2014 Phillip A. Griffiths
- 2013 Yakov G. Sinai
- 2012 Ivo Babuška
- 2011 John W. Milnor
- 2010 William Fulton
- 2009 Luis Caffarelli
- 2008 George Lusztig
- 2007 Henry P. McKean
- 2006 Frederick W. Gehring, Dennis Sullivan
- 2005 Israel M. Gelfand
- 2004 Cathleen Synge Morawetz
- 2003 Ron Graham, Victor Guillemin
- 2002 Michael Artin, Elias Stein
- 2001 Harry Kesten
- 2000 Isadore Singer
- 1999 Richard V. Kadison
- 1998 Nathan Jacobson
- 1997 Ralph S. Phillips
- 1996 Gorō Shimura
- 1995 John Tate[2]
- 1994 Louis Nirenberg
- 1993 Eugene B. Dynkin

## Premio Leroy Steele por Exposición Matemática
- 2023 Lawrence C. Evans
- 2022 Aise Johan de Jong
- 2021 Noga Alon y Joel H. Spencer
- 2020 Martin R. Bridson y André Haefliger
- 2019 Philippe Flajolet (de forma póstuma) y Robert Sedgewick
- 2018 Martin Aigner y Günter M. Ziegler
- 2017 Dusa McDuff y Dietmar Salamon
- 2016 David A. Cox, John Little and Donal O'Shea
- 2015 Robert Lazarsfeld
- 2014 Yuri Burago, Dmitri Burago, Sergei Ivanov
- 2013 John Guckenheimer, Philip Holmes
- 2012 Michael Aschbacher, Richard Lyons, Steven Smith, Ronald Solomon
- 2011 Henryk Iwaniec
- 2010 David Eisenbud
- 2009 Ian G. Macdonald
- 2008 Neil Trudinger
- 2007 David Mumford
- 2006 Lars Hörmander
- 2005 Branko Grünbaum
- 2004 John W. Milnor
- 2003 John B. Garnett
- 2002 Yitzhak Katznelson
- 2001 Richard P. Stanley
- 2000 John H. Conway
- 1999 Serge Lang
- 1998 Joseph H. Silverman
- 1997 Anthony W. Knapp
- 1996 Bruce C. Berndt, William Fulton
- 1995 Jean-Pierre Serre[3]
- 1994 Ingrid Daubechies
- 1993 Walter Rudin

## Premio Leroy Steele por contribuciones a la investigación
- 2023 Peter B. Kronheimer y Tomasz S. Mrowka
- 2022 Michel Goemans y David Williamson
- 2021 Murray Gerstenhaber
- 2020 Craig Tracy and Harold Widom
- 2019 Haruzo Hida
- 2018 Sergey Fomin, Andrei Zelevinsky
- 2017 Leon Simon
- 2016 Andrew Majda
- 2015 Rostislav Grigorchuk
- 2014 Luis Caffarelli, Robert Kohn y Louis Nirenberg
- 2013 Saharon Shelah
- 2012 William Thurston
- 2011 Ingrid Daubechies
- 2010 Robert Griess
- 2009 Richard Hamilton
- 2008 Endre Szemerédi
- 2007 Karen Uhlenbeck
- 2006 Clifford S. Gardner, John M. Greene, Martin Kruskal, Robert M. Miura
- 2005 Robert P. Langlands
- 2004 Lawrence C. Evans y Nicolai V. Krylov
- 2003 Ronald Jensen y Michael Morley
- 2001 Leslie F. Greengard y Vladimir Rokhlin
- 2002 Mark Goresky y Robert MacPherson
- 2000 Barry Mazur
- 1999 Michael G. Crandall, John F. Nash
- 1998 Herbert Wilf y Doron Zeilberger
- 1997 Mikhael Gromov
- 1996 Daniel Stroock y S. R. S. Varadhan
- 1995 Edward Nelson[2]
- 1994 Louis de Branges
- 1993 George Daniel Mostow

## Premios Leroy Steele en el formato anterior a 1993
- 1992 
  - Jacques Dixmier por sus libros sobre Álgebras de Von Neumann (Algèbres de von Neumann ), Gauthier-Villars, París (1957); C*-Algebras (Les C*-Algèbres et leurs Representations ), Gauthier-Villars, París (1964); and Enveloping Algebras (Algèbres Enveloppantes ), Gauthier-Villars, París (1974).
  - James Glimm por su artículo, Solution in the large for nonlinear hyperbolic systems of conservation laws, Communications on Pure and Applied Mathematics, XVIII (1965), pp. 697–715.
  - Peter D. Lax por sus numerosas contribuciones fundamentales a la teoría y aplicaciones de las ecuaciones en derivadas parciales tanto lineales como no linelaes, por su liderazgo en el desarrollo de las matemáticas aplicadas y de la computación y por su extraordinario impacto como profesor.
- 1991 
  - Jean-François Treves por la publicación de  Pseudodifferential and Fourier Integral Operators, Volumes 1 and 2 (Plenum Press, 1980).
  - Eugenio Calabi por su trabajo fundamental en geometría diferencial global, especialmente en geometría diferencial compleja.
  - Armand Borel por su extensa aportación a la geometría y la topología, a la teoría de grupos, sus retículos y representaciones y a la teoría de formas automorfas, a la teoría de representación de grupos algebraicos.

- 1990 
  - R. D. Richtmyer por su libro Difference Methods for Initial-Value Problems (Interscience, 1st Edition 1957 and 2nd Edition, with K. Morton, 1967).
  - Bertram Kostant por su artículo, On the existence and irreducibility of certain series of representations, Lie Groups and their Representations (1975), pp. 231–329.
  - Raoul Bott por su importancia al cambiar la presentación de la geometría y la topología, con sus contribuciones a las clases características, teoría de índices, teoría K y muchas más herramientas de las matemáticas modernas.
- 1989 
  - Daniel Gorenstein por su libro Simple Groups, An Introduction to their Classification (Plenum Press, 1982); y sus dos artículos The Classification of Finite Simple Groups and Classifying the Finite Simple Groups, Bulletin of the American Mathematical Society, volume 1 (1979) pp. 43–199, and volume 14 (1986) pp. 1–98, respectivamente.
  - Alberto Calderón por su artículo Uniqueness in the Cauchy Problem for Partial Differential Equations, American Journal ofMathematics, volume 80 (1958), pp. 16–36.
  - Irving Kaplansky por su gran impacto en las matemáticas americanas. Gracias a su enérgico ejemplo, su exposición entusiasta y su generosidad, ha llevado a cabo poderosos cambios en las matemáticas, insporando a toda una generación de jóvenes matemáticos.
- 1988
  - Sigurdur Helgason por sus libros Differential Geometry and Symmetric Spaces (Academic Press, 1962), Differential Geometry, Lie Groups, and Symmetric Spaces (Academic Press, 1978); and Groups and Geometric Analysis (Academic Press, 1984).
  - Gian-Carlo Rota por su artículo On the foundations of combinatorial theory, I. Theory of Möbius functions, Zeitschrift für Wahrscheinlichkeitstheorie und Verwandte Gebiete, volume 2 (1964), pp. 340–368.
  - Deane Montgomery por su impacto en las matemáticas, especialmente americanas. Es uno de los fundadores de la teoría moderna de los grupos de trasformaciones y es conocido en especial por la resolución del quinto problema de Hilbert.

- 1987 
  - Martin Gardner por sus muchos libros y artículos sobre matemáticas y en particular por su columna "Mathematical Games" publicada en Scientific American.
  - Herbert Federer y Wendell Fleming por su artículo pionero, Normal and integral currents, Annals of Mathematics, volume 72 (1960), pp. 458–520.
  - Samuel Eilenberg por su contribución fundamental a la topología y al álgebra, en particular por sus artículos clásicos en homología singular y su trabajo en los axiomas de la teoría de homología y su profunda influencia en el desarrollo de la topología algebraica.
- 1986 
  - Donald E. Knuth por su obra expositiva, The Art of Computer Programming, 3 Volumes (1st Edition 1968, 2nd Edition 1973).
  - Rudolf E. Kálmán por sus dos publicaciones fundamentales: A new approach to linear filtering and prediction problems, Journal of Basic Engineering, volume 82, (1960), pp. 35–45; y Mathematical description of linear dynamical systems, SIAM Journal on Control and Optimization, volume 1 (1963), pp. 152–192; y por su contribución en un tercer artículo, (con R. S. Bucy) New results in linear filtering and prediction theory, Journal of Basic Engineering, volume 83D (1961), pp. 95–108.
  - Saunders Mac Lane por todas sus aportaciones al álgebra y a la topología algebraica, y en particular por sus trabajos pioneros en álgebra homológica y teoría de categorías.
- 1985 
  - Michael Spivak por sus cinco volúmenes, "A Comprehensive Introduction to Differential Geometry" (second edition, Publish or Perish, 1979).
  - Robert Steinberg por tres publicaciones sobre varios aspectos de la teoría algebraica de grupos: Representations of algebraic groups, Nagoya Mathematical Journal, volume 22 (1963), pp. 33–56; Regular elements of semisimple algebraic groups, Institut des Hautes Études Scientifiques, Publications Mathématiques, volume 25 (1965), pp. 49–80; and Endomorphisms of linear algebraic groups, Memoirs of the American Mathematical Society, volume 80 (1968).
  - Hassler Whitney por sus trabajos fundamentales sobre problemas de geometría, en particular en la teoría de variedades, en el estudio de las funciones diferenciables sobre conjuntos cerrados, en la teoría de integración geométrica y en la geometría de tangentes en un espacio analítico con singularidades.

- 1984 
  - Elias M. Stein por su libro, Singular integrals and the differentiability properties of functions, Princeton University Press (1970).
  - Lennart Carleson por sus publicaciones: An interpolation problem for bounded analytic functions, American Journal of Mathematics, volume 80 (1958), pp. 921–930; Interpolation by bounded analytic functions and the Corona problem, Annals of Mathematics (2), volume 76 (1962), pp. 547–559; y On convergence and growth of partial sums of Fourier series, Acta Mathematica volume 116 (1966), pp. 135–157.
  - Joseph L. Doob por su trabajo fundamenta consolidadndo la probabilidad como una rama de las matemáticas y por su continua y profunda influencia en su desarrollo.

- 1983 
  - Paul R. Halmos por todos sus libros de texto sobre matemáticas y por sus artículos sobre cómo escribir, hablar o publicar las matemáticas.
  - Stephen Cole Kleene por tres importantes artículos que conformaron la base para el posterior desarrollo de la teoría de la recursión y en la teoría de conjuntos descriptiva: Arithmetical predicates and function quantifiers, Transactions of the American Mathematical Society 79 (1955), pp. 312–340; On the forms of the predicates in the theory of constructive ordinals (second paper), American Journal of Mathematics 77 (1955), pp. 405–428; and Hierarchies of number-theoretic predicates, Bulletin of the American Mathematical Society 61 (1955), pp. 193–213.
  - Shiing-Shen Chern por la influencia acumulada por toda su obra matemática, de altísimo nivel, y su particular influencia en el desarrollo de la geometría diferencial, así como su influencia en las matemáticas a través de sus estudiantes de doctorado.

- 1982 
  - Lars Ahlfors por su exposición en  Complex analysis (McGraw–Hill Book Company, New York, 1953), y en Lectures on quasiconformal mappings (D. Van Nostrand Co., Inc., New York, 1966) y Conformal invariants (McGraw–Hill Book Company, New York, 1973).
  - Tsit Yuen Lam por su libro Algebraic theory of quadratic forms (1973), y sus cuatro artículos: K_0 and K_1-an introduction to algebraic K-theory (1975), Ten lectures on quadratic forms over fields (1977), Serre's conjecture (1978), and The theory of ordered fields (1980).
  - John W. Milnor por un artículo de importancia fundamental, On manifolds homeomorphic to the 7-sphere, Annals of Mathematics (2) 64 (1956), pp. 399–405.
  - Fritz John por la influencia de toda su obra matemática, el alto nivel de su investigación en su campo y la influencia en  las matemáticas a través de sus estudiantes de doctorado.
- 1981 
  - Oscar Zariski por sus trabajos en geometría algebraica, especialmente por su contribución fundamental a los fundamentos algebraicos de su área.
  - Eberhard Hopf por tres publicaciones de importancia fundamental: Abzweigung einer periodischen Lösung von einer stationären Lösung eines Differential systems, Berichte über die Verhandlungen der Sächsischen Akademie der Wissenschaften zu Leipzig. Mathematisch-Naturwissenschaftliche Klasse, volume 95 (1943), pp. 3–22; A mathematical example displaying features of turbulence, Communications on Applied Mathematics, volume 1 (1948), pp. 303–322; y The partial differential equation u_t + uu_x = u_{xx}, Communications on Pure and Applied Mathematics, volume 3 (1950), pp. 201–230.
  - Nelson Dunford, Jacob T. Schwartz por su libro, Linear operators, Part I, General theory, 1958; Part II, Spectral theory, 1963; Part III, Spectral operators, 1971, Interscience Publishers, New York.
- 1980 
  - André Weil por el amplio efecto de su obra en general en las matemáticas del siglo XX, especialmente en todas las áreas en las que sus aportaciones han sido fundamentales.
  - Harold M. Edwards por su exposición matemática en los libros Riemann's zeta function, Pure and Applied Mathematics, number 58, Academic Press, New York and London, 1974; y Fermat's last theorem, Graduate Texts in Mathematics, number 50, Springer-Verlag, New York and Berlin, 1977.
  - Gerhard Hochschild por la importancia de su trabajo en álgebra homológica y sus aplicaciones.

- 1979 
  - Antoni Zygmund por su experiencia e influencia en la teoría de las Series de Fouriar, variable real y temas relacionados del análisis.
  - Robin Hartshorne por su artículo de investigación Equivalence relations on algebraic cycles and subvarieties of small codimension, Proceedings of Symposia in Pure Mathematics, volume 29, American Mathematical Society, 1975, pp. 129–164; y su libro Algebraic geometry, Springer-Verlag, Berlin and New York, 1977.
  - Joseph J. Kohn por su publicación fundamental: Harmonic integrals on strongly convex domains. I, II, Annals of Mathematics, Series 2, volume 78 (1963), pp. 112–248 and volume 79 (1964), pp. 450–472.
  - Salomon Bochner por la influencia de su obra en los campo de la teoría de la probabilidad, análisis de Fourier, análisis complejo de varias variables y geometría diferencial.
  - Hans Lewy por tres artículos fundamentales: On the local character of the solutions of an atypical linear differential equation in three variables and a related theorem for regular functions of two complex variables, Annals of Mathematics, Series 2, volume 64 (1956), pp. 514–522; An example of a smooth linear partial differential equation without solution, Annals of Mathematics, Series 2, volume 66 (1957), pp. 155–158; On hulls of holomorphy, Communications on Pure and Applied Mathematics, volume 13 (1960), pp. 587–591.
- 1976, 1977, 1978: No se entregaron premios.
- 1975 
  - George W. Mackey por su artículo, Ergodic theory and its significance for statistical mechanics and probability theory, Advances in Mathematics, volume 12 (1974), pp. 178–286.
  - H. Blaine Lawson por su artículo, Foliations, Bulletin of the American Mathematical Society, volume 80 (1974), pp. 369–418.
  - Lipman Bers por su artículo, Uniformization, moduli, and Kleinian groups, Bulletin of the London Mathematical Society, volume 4 (1972), pp. 257–300.
  - Martin Davis por su artículo, Hilbert's tenth problem is unsolvable, American Mathematical Monthly, volume 80 (1973), pp. 233–269.
  - Joseph L. Taylor por su artículo, Measure algebras, CBMS Regional Conference Series in Mathematics, Number 16, American Mathematical Society, 1972.
- 1972 
  - Edward B. Curtis por su artículo, Simplicial homotopy theory, Advances in Mathematics, volume 6 (1971), pp. 107–209.
  - William J. Ellison por su artículo, Waring's problem, American Mathematical Monthly, volume 78 (1971), pp. 10–36.
  - Lawrence E. Payne por su artículo, Isoperimetric inequalities and their applications, SIAM Review, volume 9 (1967), pp. 453–488.[1]
  - Dana S. Scott por su artículo, A proof of the independence of the continuum hypothesis, Mathematical Systems Theory, volume 1 (1967), pp. 89–111.
- 1971 
  - James B. Carrell for his paper, written jointly with Jean Dieudonné, Invariant theory, old and new, Advances in Mathematics, volume 4 (1970), pp. 1–80.
  - Jean Dieudonné por su artículo, Algebraic geometry, Advances in Mathematics, volume 3 (1969), pp. 223–321, y por su artículo, escrito conjuntamente conn James B. Carrell, Invariant theory, old and new, Advances in Mathematics, volume 4 (1970), pp. 1–80.
  - Phillip A. Griffiths por su artículo, Periods of integrals on algebraic manifolds, Bulletin of the American Mathematical Society, volume 76 (1970), pp. 228–296.
- 1970 Solomon Lefschetz por su artículo, A page of mathematical autobiography, Bulletin of the American Mathematical Society, volume 74 (1968), pp. 854–879.